# Belinda Meuldijk
Belinda Meuldijk (Oostvoorne, 7 januari 1955) is een Nederlands actrice en tekstschrijfster. 

## Biografie
Belinda werd geboren als dochter van Pipo de Clown-schrijver Wim Meuldijk en Else Arntzenius en groeide op in de wereld van de showbusiness. Als kind schreef ze al graag boekjes over paarden. Op haar achtste verjaardag kreeg zij haar eerste pony. Haar eerste boek was Mooie mensen (1980).

## Carrière

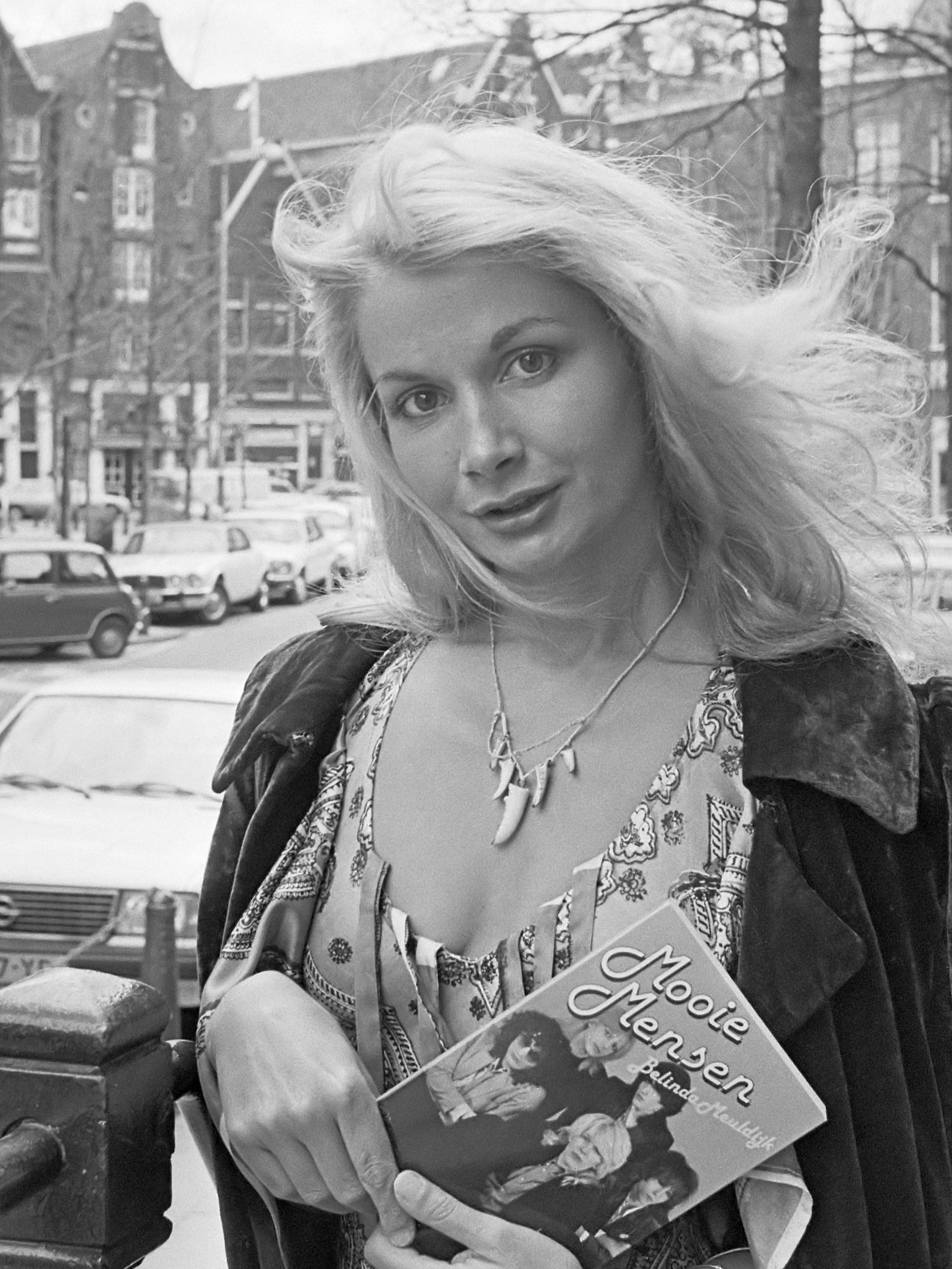
Belinda Meuldijk (1980)

In 1977 werd Meuldijk bekend bij het grote publiek door haar rol Esther in de film Soldaat van Oranje. In 1979 nam ze een single op getiteld The Last Disco. Als tekstschrijver heeft ze veel bijgedragen aan het repertoire van Rob de Nijs. In de jaren 80 en 90 werkte ze veel samen met componist en arrangeur Gerard Stellaard. Meuldijk schreef onder andere de hits Hou me vast (1981), Alles wat ademt (1985) en Banger hart (1996). In 2001 ontving Meuldijk een Gouden Harp voor haar gehele oeuvre als schrijfster. Tot dit oeuvre behoren inmiddels tien boeken en twee bundels, waaronder haar boek, Papa Pipo, dat in 2011 verscheen.
Meuldijk werd in 2025 gedecoreerd tot Ridder in de Orde van Oranje Nassau voor haar bijdrage aan het Nederlandse Lied, haar inzet voor de maatschappelijke beeldvorming rond autisme, haar inzet voor dierenwelzijn en haar hulp aan weeskinderen.

## Politiek
Meuldijk zet zich al jaren in voor dieren, in het bijzonder voor Peoples Animal Welfare Society (PAWS). Hierover maakte zij vier films, die door de TROS werden uitgezonden. Voor de Europese verkiezingen 2004 en de Tweede Kamerverkiezingen 2006 stond ze als lijstduwer kandidaat voor de Partij voor de Dieren.

## Privéleven
Meuldijk was sinds 1984 getrouwd met Rob de Nijs met wie ze twee zoons kreeg. Over hun jongste zoon hebben ze naar aanleiding van zijn autisme een nummer geschreven. Meuldijk en De Nijs gingen in 2006 uit elkaar. In 2011 hertrouwde zij. Dat huwelijk werd in januari 2016 beëindigd.

## Filmografie
- Pipo en het grachtengeheim (1975)
- Volk en vaderliefde (1976)
- Soldaat van Oranje (1977)
- Het beste deel (1978)
- Pipo in West-Best (1980)
- Goede tijden, slechte tijden (1997)